# Samuel von Behr

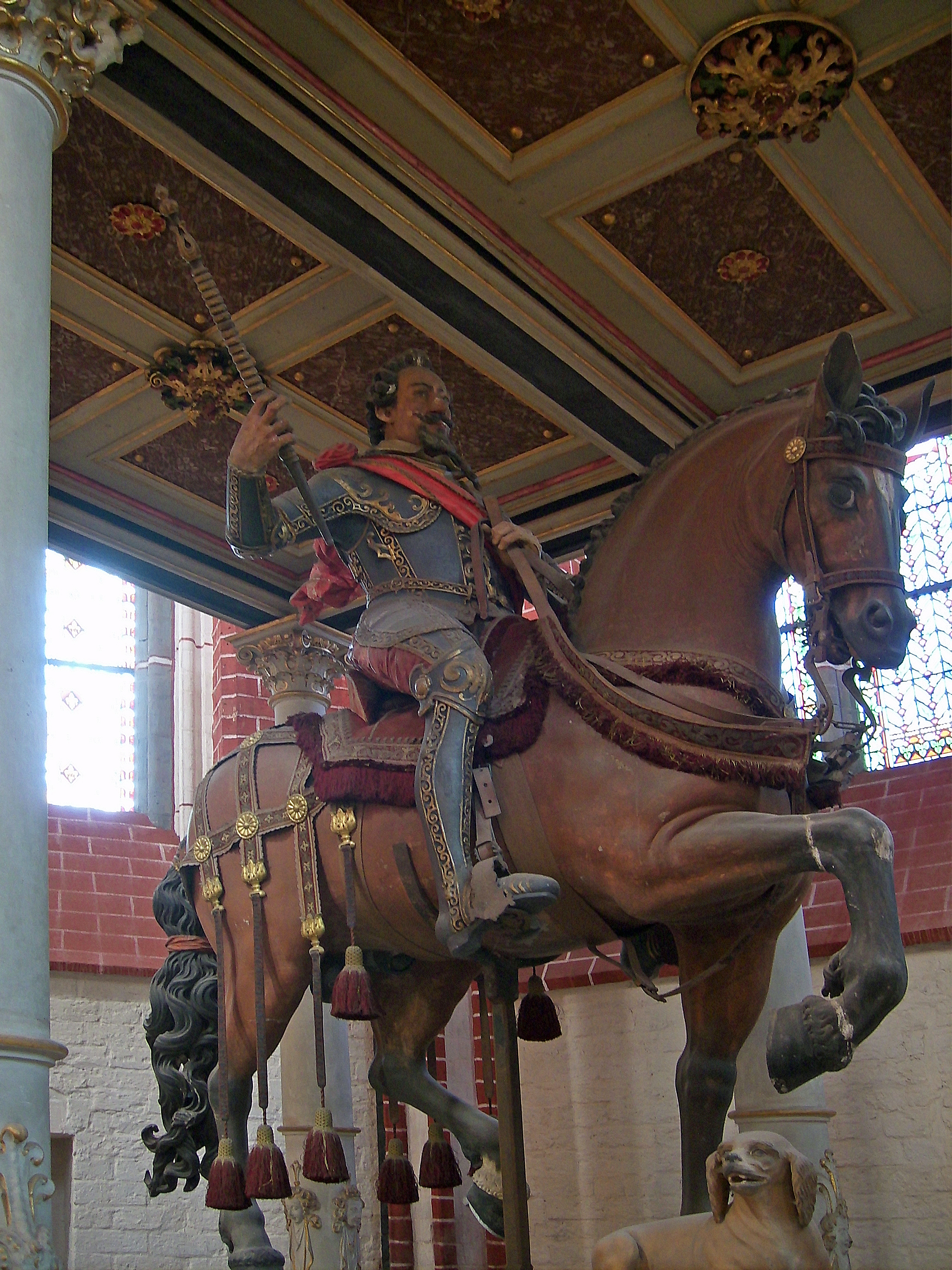
Grabmal Samuel von Behrs von Franz Julius Döteber im Doberaner Münster (1622/1623)

Samuel von Behr (* um 1575; † 1621) war ein mecklenburgischer Politiker aus Vorpommern.

## Leben
Behr entstammte dem rügenschen Zweig der alten, ursprünglich niedersächsischen, Familie von Behr und war der Sohn des herzoglich-pommerschen Landrats Hans von Behr, Erbherr auf Hugoldsdorf und Kavelsdorf, und dessen dritter Gemahlin Anna von Levetzow. Seine Bildung erwarb er sich ab Sommersemester 1589 auf den Universitäten Rostock, Marburg, Tübingen und Straßburg. Reisen brachten ihn nach Frankreich, England und in die Schweiz. Unter anderem studierte er Religion, schöne Künste und Sprachen sowie Politik und Geschichte. Nachdem der Vater gestorben war, übernahm sein ältester Bruder Daniel die Verwaltung der Güter.
Samuel, wie auch sein Bruder Hugold versuchten, in den Staatsdienst zu treten, was auch gelang. Er trat in kaiserliche Kriegsdienste und nahm an zwei Feldzügen gegen die Türken teil. Dabei lernte er vermutlich den Markgrafen von Baden-Durlach Georg Friedrich kennen, dessen Hofmeister er bis ins Jahr 1606 war. Seit etwa 1606 war Samuel von Behr Hauslehrer des noch unmündigen mecklenburgischen Herzogs Adolf Friedrich I. Zunächst begleitete er den Herzog auf seinen Reisen und erwarb sich so sein enges Vertrauen. Nach Mecklenburg zurückgekehrt, wurde er Adolf Friedrichs Geheimer Rat und hatte die Regierungsgeschäfte zu erledigen. Ab 1608 stand er mit an der Spitze des mecklenburgischen Hofes zu Schwerin. Er wurde Kanzler und übernahm eine Zeitlang die Aufgaben eines Hofmarschalls.
Samuel von Behr verfasste in den Jahren 1611–1620 die Protokolle mit den persönlichen Entscheidungen des Herzogs und hatte somit auch direkten Einfluss auf die Gestaltung z. B. der neuen Hofordnung. Er war auch aktiv an der Ausarbeitung des Vertrages zur Zweiten Mecklenburgischen Hauptlandesteilung beteiligt, dessen Unterzeichnung er aber nicht mehr erlebte. Seine hohe Stellung dokumentieren zudem die Anordnungen bei seinem Tod 1621. Bereits an seiner Krankheit hatte der Herzog großen Anteil genommen. Adolf Friedrich befahl nun aus Dankbarkeit und zu seiner Würdigung, weil er sich um das Herzogenhaus verdient gemacht hatte, den Adligen im Doberaner Münster, der fürstlichen Grablege, in einem hölzernen, mit Zinn überzogenen und mit Bärenköpfen verzierten Sarg beizusetzen.
Das Grab Behrs ist unter anderem Ausdruck der veränderten Ansprüche an die höfische Repräsentation und ist nicht zuletzt auf das enge Vertrauensverhältnis zwischen dem Herzog und dem Grafen zurückzuführen. Als Kunstwerk der Spätrenaissance bzw. des nordeuropäischen Manierismus ist es kunsthistorisch noch nicht komplett aufgearbeitet. Eine Gedenktafel neben dem Reiterstandbild erinnert daran, dass es 1886 der Kammerherr Hermann von Behr-Negendank, Majoratsherr u. a. auf Torgelow, Passow und Neverin, zu Ehren seines Ahnherrn restaurieren ließ. Den Auftrag hatte er dem späteren grossherzoglich-mecklenburgischen Geheimen Hofbaurat Gotthilf Ludwig Möckel erteilt.